# Campeonato Mundial de Ginástica Acrobática de 1996
O 13º Campeonato Mundial de Ginástica Acrobática foi organizado pela Federação Internacional de Ginástica nos dias 30 de setembro a 7 de outubro de 1996, em Riesa, na Alemanha. Foram disputados 21 eventos nas categorias feminino, masculino e misto.

## Resultados

### Saltos acrobáticos masculinos
Os resultados finais foram os seguintes.
Geral
| Posição           | Ginasta           | Nacionalidade | Pontos |
| ----------------- | ----------------- | ------------- | ------ |
| Medalha de ouro   | V. Ignatenkov     | Rússia        | 29.70  |
| Medalha de prata  | T. Mogotsi        | África do Sul | 29.54  |
| Medalha de bronze | Yuri Pedorenko    | Ucrânia       | 29.48  |
| Medalha de bronze | Grigoriy Duchenko | Ucrânia       | 29.48  |

Primeiro exercício
| Posição           | Ginasta          | Nacionalidade | Pontos |
| ----------------- | ---------------- | ------------- | ------ |
| Medalha de ouro   | A. Kryschanovski | Rússia        | 19.80  |
| Medalha de prata  | A. Duchno        | Cazaquistão   | 19.74  |
| Medalha de bronze | A. Sienkiewicz   | Polónia       | 19.62  |

Segundo exercício
| Posição           | Ginasta        | Nacionalidade | Pontos |
| ----------------- | -------------- | ------------- | ------ |
| Medalha de ouro   | V. Ignatenkov  | Rússia        | 19.80  |
| Medalha de prata  | Bo Chen        | China         | 19.76  |
| Medalha de bronze | Yuri Pedorenko | Ucrânia       | 19.62  |

### Pares masculinos
Os resultados finais foram os seguintes.
Geral
| Posição           | Equipe                    | Nacionalidade | Pontos |
| ----------------- | ------------------------- | ------------- | ------ |
| Medalha de ouro   | Renjie Li, Min Song       | China         | 29.96  |
| Medalha de prata  | Rudenkov, Nechiporuk      | Ucrânia       | 29.72  |
| Medalha de bronze | Mark Flores, Martyn Smith | Grã-Bretanha  | 29.62  |

Primeiro exercício
| Posição          | Equipe                    | Nacionalidade | Pontos |
| ---------------- | ------------------------- | ------------- | ------ |
| Medalha de ouro  | Renjie Li, Min Song       | China         | 20.00  |
| Medalha de prata | Rudenkov, Nechiporuk      | Ucrânia       | 19.84  |
| Medalha de prata | Mark Flores, Martyn Smith | Grã-Bretanha  | 19.84  |
| Medalha de prata | Iljenko, Bereshnoi        | Rússia        | 19.84  |

Segundo exercício
| Posição           | Equipe               | Nacionalidade | Pontos |
| ----------------- | -------------------- | ------------- | ------ |
| Medalha de ouro   | Renjie Li, Min Song  | China         | 19.96  |
| Medalha de ouro   | Iljenko, Bereshnoi   | Rússia        | 19.96  |
| Medalha de bronze | Rudenkov, Nechiporuk | Ucrânia       | 19.80  |

### Grupo masculino
Os resultados finais foram os seguintes.
Geral
| Posição           | Equipe                                   | Nacionalidade | Pontos |
| ----------------- | ---------------------------------------- | ------------- | ------ |
| Medalha de ouro   | Menshega, Zolotuchin, Plotnikov, Volodin | Rússia        | 29.66  |
| Medalha de ouro   | Nikolov, Guergieve, Nikolov, Danev       | Bulgária      | 29.66  |
| Medalha de bronze | Ouyannikov, Osyannikov, Kiyanitsa, Lucko | Ucrânia       | 29.22  |

Primeiro exercício
| Posição          | Equipe                                   | Nacionalidade | Pontos |
| ---------------- | ---------------------------------------- | ------------- | ------ |
| Medalha de ouro  | Nikolov, Guergieve, Nikolov, Danev       | Bulgária      | 19.80  |
| Medalha de prata | Menshega, Zolotuchin, Plotnikov, Volodin | Rússia        | 19.72  |
| Medalha de prata | Pas, Zywiol, Gutszmit, Gutszmit          | Polónia       | 19.72  |

Segundo exercício
| Posição          | Equipe                                   | Nacionalidade | Pontos |
| ---------------- | ---------------------------------------- | ------------- | ------ |
| Medalha de ouro  | Ouyannikov, Osyannikov, Kiyanitsa, Lucko | Ucrânia       | 19.80  |
| Medalha de prata | Nikolov, Guergieve, Nikolov, Danev       | Bulgária      | 19.76  |
| Medalha de prata | Danev, Elshan, Alexandre, Valeri         | Azerbaijão    | 19.76  |

### Saltos acrobáticos femininos
Os resultados finais foram os seguintes.
Geral
| Posição           | Ginasta       | Nacionalidade | Pontos |
| ----------------- | ------------- | ------------- | ------ |
| Medalha de ouro   | E. Chabanenko | Ucrânia       | 29.48  |
| Medalha de prata  | I. Garina     | Rússia        | 29.26  |
| Medalha de bronze | Huang Zhu     | China         | 29.24  |

Primeiro exercício
| Posição           | Ginasta     | Nacionalidade | Pontos |
| ----------------- | ----------- | ------------- | ------ |
| Medalha de ouro   | T. Paniyvan | Rússia        | 19.76  |
| Medalha de prata  | Huang Zhu   | China         | 19.36  |
| Medalha de bronze | T. Morosova | Bielorrússia  | 19.34  |

Segundo exercício
| Posição           | Ginasta       | Nacionalidade | Pontos |
| ----------------- | ------------- | ------------- | ------ |
| Medalha de ouro   | E. Chabanenko | Ucrânia       | 19.80  |
| Medalha de prata  | Huang Zhu     | China         | 19.76  |
| Medalha de bronze | K. Peberdy    | Grã-Bretanha  | 19.54  |

### Pares femininos
Os resultados finais foram os seguintes.
Geral
| Posição           | Equipe                 | Nacionalidade | Pontos |
| ----------------- | ---------------------- | ------------- | ------ |
| Medalha de ouro   | Chen, Liang            | China         | 29.78  |
| Medalha de prata  | Karaeva, Smirnova      | Rússia        | 29.56  |
| Medalha de bronze | Rakcheyeva, Feokystova | Bielorrússia  | 29.50  |

Primeiro exercício
| Posição           | Equipe              | Nacionalidade | Pontos |
| ----------------- | ------------------- | ------------- | ------ |
| Medalha de ouro   | Chen, Liang         | China         | 19.94  |
| Medalha de prata  | B etovska, Ignatova | Bulgária      | 19.80  |
| Medalha de bronze | Karaeva, Smirnova   | Rússia        | 19.78  |

Segundo exercício
| Posição           | Equipe                 | Nacionalidade | Pontos |
| ----------------- | ---------------------- | ------------- | ------ |
| Medalha de ouro   | atarenko, Senchishina  | Ucrânia       | 19.78  |
| Medalha de prata  | Chen, Liang            | China         | 19.74  |
| Medalha de bronze | Rakcheyeva, Feokystova | Bielorrússia  | 19.62  |

### Grupo feminino
Os resultados finais foram os seguintes.
Geral
| Posição           | Equipe                        | Nacionalidade | Pontos |
| ----------------- | ----------------------------- | ------------- | ------ |
| Medalha de ouro   | Ji, Zhou, Wang                | China         | 29.04  |
| Medalha de ouro   | Moiseicheva, Surina, Zherdeva | Ucrânia       | 29.94  |
| Medalha de bronze | Gamrot, Kalinowska, Adamiecka | Polónia       | 29.69  |

Primeiro exercício
| Posição           | Equipe                        | Nacionalidade | Pontos |
| ----------------- | ----------------------------- | ------------- | ------ |
| Medalha de ouro   | Ji, Zhou, Wang                | China         | 20.00  |
| Medalha de ouro   | Moiseicheva, Surina, Zherdeva | Ucrânia       | 20.00  |
| Medalha de bronze | Suvorova, Kuschu, Arakelyan   | Rússia        | 19.80  |

Segundo exercício
| Posição           | Equipe                        | Nacionalidade | Pontos |
| ----------------- | ----------------------------- | ------------- | ------ |
| Medalha de ouro   | Ji, Zhou, Wang                | China         | 19.94  |
| Medalha de ouro   | Moiseicheva, Surina, Zherdeva | Ucrânia       | 19.94  |
| Medalha de bronze | Gamrot, Kalinowska, Adamiecka | Polónia       | 19.78  |

### Pares mistos
Os resultados finais foram os seguintes.
Geral
| Posição          | Equipe            | Nacionalidade | Pontos |
| ---------------- | ----------------- | ------------- | ------ |
| Medalha de ouro  | Yazenko, Kniyasev | Rússia        | 29.78  |
| Medalha de prata | Katzon, Todorova  | Bulgária      | 29.78  |
| Medalha de prata | Lu, Lu            | China         | 29.78  |

Primeiro exercício
| Posição           | Equipe            | Nacionalidade | Pontos |
| ----------------- | ----------------- | ------------- | ------ |
| Medalha de ouro   | Yazenko, Kniyasev | Rússia        | 19.90  |
| Medalha de ouro   | Katzon, Todorova  | Bulgária      | 19.90  |
| Medalha de bronze | Lu, Lu            | China         | 19.86  |

Segundo exercicio
| Posição           | Equipe               | Nacionalidade | Pontos |
| ----------------- | -------------------- | ------------- | ------ |
| Medalha de ouro   | Guridova, Ignatienko | Ucrânia       | 19.90  |
| Medalha de prata  | atzon, Todorova      | Bulgária      | 19.86  |
| Medalha de bronze | Lu, Lu               | China         | 19.82  |
| Medalha de bronze | Yazenko, Kniyasev    | Rússia        | 19.82  |